# 32234 Jesslihuang
32234 Jesslihuang este o planetă minoră (asteroid), cu un diametru de 2,655 km, din centura de asteroizi. A fost descoperită pe 30 iulie 2000 la Experimental Test Site⁠(d) de Lincoln Near-Earth Asteroid Research. 
Obiectul prezintă o orbită caracterizată de o semiaxă mare de 2,3214942 UAi, o excentricitate de 0,11, o înclinație de 5,49 ° în raport cu ecliptica.